# Chödrag Tsangpo
Chödrag Tsangpo  (1493-1559) was een Tibetaans geestelijke.
Hij was de twintigste Ganden tripa van 1552 tot 1559 en daarmee de hoofdabt van het klooster Ganden en hoogste geestelijke van de gelugtraditie in het Tibetaans boeddhisme.